# Collegio di Orpington
Orpington è un collegio elettorale situato nella Grande Londra, e rappresentato alla Camera dei comuni del Parlamento del Regno Unito. Elegge un membro del parlamento con il sistema first-past-the-post, ossia maggioritario a turno unico; l'attuale parlamentare è Gareth Bacon del Partito Conservatore, che rappresenta il collegio dal 2019.

## Estensione

Orpington dal 2010 al 2024

- 1945-1974: il distretto urbano di Orpington e parte del distretto rurale di Dartford.
- 1974-1983: i ward del borgo londinese di Bromley di Biggin Hill, Chelsfield, Darwin, Farnborough, Goddington, Petts Wood e St Mary Cray.
- 1983-1997: nello stesso borgo: Chelsfield and Goddington, Crofton, Farnborough, Orpington Central, Petts Wood and Knoll e St Mary Cray.
- 1997-2010: nello stesso borgo: Biggin Hill, Chelsfield and Goddington, Crofton, Darwin, Farnborough, Orpington Central, Petts Wood and Knoll, St Mary Cray e St Paul’s Cray.
- 2010-2024: nello stesso borgo: Biggin Hill, Chelsfield and Pratts Bottom, Cray Valley East, Darwin, Farnborough and Crofton, Orpington e Petts Wood and Knoll.
- dal 2024: nello stesso borgo: Chelsfield; Darwin (tranne il distretto elettorale DAR1); Farnborough and Crofton; Orpington; Petts Wood and Knoll; St Mary Cray e St Paul's Cray.[1]

## Membri del parlamento
| Elezione | Elezione      | Deputato         | Partito      |
| -------- | ------------- | ---------------- | ------------ |
|          | 1945          | Waldron Smithers | Conservatore |
| 1955 (S) | Donald Sumner |                  | Conservatore |
|          | 1962 (S)      | Eric Lubbock     | Liberale     |
|          | 1970          | Ivor Stanbrook   | Conservatore |
| 1992     | John Horam    |                  | Conservatore |
| 2010     | Jo Johnson    |                  | Conservatore |
| 2019     | Gareth Bacon  |                  | Conservatore |

## Elezioni

### Elezioni negli anni 2020
| Partito                    | Partito                                   | Candidato                  | Risultati 4 luglio 2024 | Risultati 4 luglio 2024 |
| Partito                    | Partito                                   | Candidato                  | Voti                    | %                       |
| -------------------------- | ----------------------------------------- | -------------------------- | ----------------------- | ----------------------- |
|                            | Conservatore                              | Gareth Bacon               | 17 504                  | 37,99                   |
|                            | Laburista                                 | Ju Owens                   | 12 386                  | 26,88                   |
|                            | Reform UK                                 | Mark James                 | 8 896                   | 19,31                   |
|                            | Lib Dem                                   | Graeme Casey               | 4 728                   | 10,26                   |
|                            | Verdi                                     | Seamus McCauley            | 2 319                   | 5,03                    |
|                            | Social Democratico                        | John Bright                | 240                     | 0,52                    |
|                            |                                           |                            |                         |                         |
| Iscritti                   | Iscritti                                  | Iscritti                   | 71 203                  | 100,00                  |
| ↳ Votanti (% su iscritti)  | ↳ Votanti (% su iscritti)                 | ↳ Votanti (% su iscritti)  | 46 073                  | 64,71                   |
| ↳ Astenuti (% su iscritti) | ↳ Astenuti (% su iscritti)                | ↳ Astenuti (% su iscritti) | 25 130                  | 35,29                   |
|                            |                                           |                            |                         |                         |
|                            | Esito: collegio confermato a Conservatore |                            |                         |                         |

### Elezioni negli anni 2010
| Partito                    | Partito                                   | Candidato                  | Risultati 12 dicembre 2019 | Risultati 12 dicembre 2019 |
| Partito                    | Partito                                   | Candidato                  | Voti                       | %                          |
| -------------------------- | ----------------------------------------- | -------------------------- | -------------------------- | -------------------------- |
|                            | Conservatore                              | Gareth Bacon               | 30 882                     | 63,39                      |
|                            | Laburista                                 | Simon Jeal                 | 8 504                      | 17,45                      |
|                            | Lib Dem                                   | Allan Tweddle              | 7 552                      | 15,50                      |
|                            | Verdi                                     | Karen Wheller              | 1 783                      | 3,66                       |
|                            |                                           |                            |                            |                            |
| Iscritti                   | Iscritti                                  | Iscritti                   | 68 884                     | 100,00                     |
| ↳ Votanti (% su iscritti)  | ↳ Votanti (% su iscritti)                 | ↳ Votanti (% su iscritti)  | 48 721                     | 70,73                      |
| ↳ Astenuti (% su iscritti) | ↳ Astenuti (% su iscritti)                | ↳ Astenuti (% su iscritti) | 20 163                     | 29,27                      |
|                            |                                           |                            |                            |                            |
|                            | Esito: collegio confermato a Conservatore |                            |                            |                            |

| Partito                    | Partito                                   | Candidato                  | Risultati 8 giugno 2017 | Risultati 8 giugno 2017 |
| Partito                    | Partito                                   | Candidato                  | Voti                    | %                       |
| -------------------------- | ----------------------------------------- | -------------------------- | ----------------------- | ----------------------- |
|                            | Conservatore                              | Jo Johnson                 | 31 762                  | 62,93                   |
|                            | Laburista                                 | Nigel de Gruchy            | 12 309                  | 24,39                   |
|                            | Lib Dem                                   | Alex Feakes                | 3 315                   | 6,57                    |
|                            | UKIP                                      | Brian Philp                | 2 023                   | 4,01                    |
|                            | Verdi                                     | Tamara Galloway            | 1 060                   | 2,10                    |
|                            |                                           |                            |                         |                         |
| Iscritti                   | Iscritti                                  | Iscritti                   | 67 902                  | 100,00                  |
| ↳ Votanti (% su iscritti)  | ↳ Votanti (% su iscritti)                 | ↳ Votanti (% su iscritti)  | 50 469                  | 74,33                   |
| ↳ Astenuti (% su iscritti) | ↳ Astenuti (% su iscritti)                | ↳ Astenuti (% su iscritti) | 17 433                  | 25,67                   |
|                            |                                           |                            |                         |                         |
|                            | Esito: collegio confermato a Conservatore |                            |                         |                         |

| Partito                    | Partito                                   | Candidato                  | Risultati 7 maggio 2015 | Risultati 7 maggio 2015 |
| Partito                    | Partito                                   | Candidato                  | Voti                    | %                       |
| -------------------------- | ----------------------------------------- | -------------------------- | ----------------------- | ----------------------- |
|                            | Conservatore                              | Jo Johnson                 | 28 152                  | 57,42                   |
|                            | UKIP                                      | Idham Ramadi               | 8 173                   | 16,67                   |
|                            | Laburista                                 | Nigel de Gruchy            | 7 645                   | 15,59                   |
|                            | Lib Dem                                   | Peter Brooks               | 3 330                   | 6,79                    |
|                            | Verdi                                     | Tamara Galloway            | 1 732                   | 3,53                    |
|                            |                                           |                            |                         |                         |
| Iscritti                   | Iscritti                                  | Iscritti                   | 68 129                  | 100,00                  |
| ↳ Votanti (% su iscritti)  | ↳ Votanti (% su iscritti)                 | ↳ Votanti (% su iscritti)  | 49 032                  | 71,97                   |
| ↳ Astenuti (% su iscritti) | ↳ Astenuti (% su iscritti)                | ↳ Astenuti (% su iscritti) | 19 097                  | 28,03                   |
|                            |                                           |                            |                         |                         |
|                            | Esito: collegio confermato a Conservatore |                            |                         |                         |

| Partito                    | Partito                                   | Candidato                  | Risultati 6 maggio 2010 | Risultati 6 maggio 2010 |
| Partito                    | Partito                                   | Candidato                  | Voti                    | %                       |
| -------------------------- | ----------------------------------------- | -------------------------- | ----------------------- | ----------------------- |
|                            | Conservatore                              | Jo Johnson                 | 29 200                  | 59,70                   |
|                            | Lib Dem                                   | David McBride              | 12 000                  | 24,53                   |
|                            | Laburista                                 | Stephen Morgan             | 4 400                   | 9,00                    |
|                            | UKIP                                      | Mick Greenhough            | 1 360                   | 2,78                    |
|                            | BNP                                       | Tess Culnane               | 1 241                   | 2,54                    |
|                            | Verdi                                     | Tamara Galloway            | 511                     | 1,04                    |
|                            | Democratici                               | Chris Snape                | 199                     | 0,41                    |
|                            |                                           |                            |                         |                         |
| Iscritti                   | Iscritti                                  | Iscritti                   | 67 732                  | 100,00                  |
| ↳ Votanti (% su iscritti)  | ↳ Votanti (% su iscritti)                 | ↳ Votanti (% su iscritti)  | 48 911                  | 72,21                   |
| ↳ Astenuti (% su iscritti) | ↳ Astenuti (% su iscritti)                | ↳ Astenuti (% su iscritti) | 18 821                  | 27,79                   |
|                            |                                           |                            |                         |                         |
|                            | Esito: collegio confermato a Conservatore |                            |                         |                         |

### Elezioni negli anni 2000
| Partito                    | Partito                                   | Candidato                  | Risultati 5 maggio 2005 | Risultati 5 maggio 2005 |
| Partito                    | Partito                                   | Candidato                  | Voti                    | %                       |
| -------------------------- | ----------------------------------------- | -------------------------- | ----------------------- | ----------------------- |
|                            | Conservatore                              | John Horam                 | 26 718                  | 48,81                   |
|                            | Lib Dem                                   | Chris Maines               | 21 771                  | 39,78                   |
|                            | Laburista                                 | Emily Bird                 | 4 914                   | 8,98                    |
|                            | UKIP                                      | Mick Greenhough            | 1 331                   | 2,43                    |
|                            |                                           |                            |                         |                         |
| Iscritti                   | Iscritti                                  | Iscritti                   | 78 240                  | 100,00                  |
| ↳ Votanti (% su iscritti)  | ↳ Votanti (% su iscritti)                 | ↳ Votanti (% su iscritti)  | 54 734                  | 69,96                   |
| ↳ Astenuti (% su iscritti) | ↳ Astenuti (% su iscritti)                | ↳ Astenuti (% su iscritti) | 23 506                  | 30,04                   |
|                            |                                           |                            |                         |                         |
|                            | Esito: collegio confermato a Conservatore |                            |                         |                         |

| Partito                    | Partito                                   | Candidato                  | Risultati 7 giugno 2001 | Risultati 7 giugno 2001 |
| Partito                    | Partito                                   | Candidato                  | Voti                    | %                       |
| -------------------------- | ----------------------------------------- | -------------------------- | ----------------------- | ----------------------- |
|                            | Conservatore                              | John Horam                 | 22 334                  | 43,87                   |
|                            | Lib Dem                                   | Chris Maines               | 22 065                  | 43,34                   |
|                            | Laburista                                 | Chris A. Purnell           | 5 517                   | 10,84                   |
|                            | UKIP                                      | John B. Youles             | 996                     | 1,96                    |
|                            |                                           |                            |                         |                         |
| Iscritti                   | Iscritti                                  | Iscritti                   | 78 853                  | 100,00                  |
| ↳ Votanti (% su iscritti)  | ↳ Votanti (% su iscritti)                 | ↳ Votanti (% su iscritti)  | 50 912                  | 64,57                   |
| ↳ Astenuti (% su iscritti) | ↳ Astenuti (% su iscritti)                | ↳ Astenuti (% su iscritti) | 27 941                  | 35,43                   |
|                            |                                           |                            |                         |                         |
|                            | Esito: collegio confermato a Conservatore |                            |                         |                         |

## Risultati dei referendum

### Referendum sulla permanenza del Regno Unito nell'Unione europea del 2016
|             | Collegio  | Lasciare UE % | Rimanere in UE % |
| ----------- | --------- | ------------- | ---------------- |
|             | Orpington | 57,5%         | 42,5%            |
| Inghilterra | 53,3%     | 46,7%         |                  |
| Regno Unito | 51,9%     | 48,1%         |                  |